# Carl Rogers
Carl Ransom Rogers (født 8. januar 1902, død 4. februar 1987) var en indflydelsesrig amerikansk psykolog og en af grundlæggerne af den humanistiske psykologi. Rogers anses endvidere for at være en af grundlæggerne af psykoterapiforskningen.
Den personcentrerede tilgang, hans primære bidrag til psykologien, har fundet bred anvendelse inden for forskellige områder så som psykoterapi, (klientcentreret terapi), uddannelse, (elevcentreret læring), organisationer og grupper.